# Triumph Dolomite (1937)
Triumph Dolomite är en personbil, tillverkad av den brittiska biltillverkaren Triumph mellan 1937 och 1940. 

## Bakgrund
Triumph hade från 1923 kompletterat sin motorcykeltillverkning med små familjebilar. När Gloria-modellen introducerades 1934, med halvtoppsmotorer från Coventry Climax, adderade Triumph även lite sportighet till sina bilar.

## Triumph Dolomite
Donald Healey hade arbetat för Triumph som konsult och anställdes senare som chefskonstruktör. Healeys första projekt var en åttacylindrig tävlingsbil kallad Dolomite.
När efterträdaren till Gloria-modellen presenterades återkom namnet Dolomite. Healey hade vidareutvecklat motorn med toppventiler och motorn fanns i både fyra- och sexcylindrig version. Chassit hade stela hjulaxlar upphängda i längsgående bladfjädrar och hydrauliska bromsar. Triumph erbjöd även en roadster-version ämnad för motortävlingar. Den såldes med både fyra- och sexcylindrig motor.
Företaget hade dock ekonomiska bekymmer och Triumph Motor Co lade ned verksamheten bara några veckor före andra världskrigets utbrott. Standard Motor Company köpte upp konkursboet hösten 1944 och Triumphs efterkrigsmodeller hämtade tekniken från Standard.

## Motor
| Modell    | Motor              | Cylindervolym | Effekt | Bränslesystem       |
| --------- | ------------------ | ------------- | ------ | ------------------- |
| 1.5 Litre | 4-cyl radmotor ohv | 1496 cm³      | 50 hk  | Enkel SU-förgasare  |
| 14/60     | 4-cyl radmotor ohv | 1767 cm³      | 62 hk  | Dubbla SU förgasare |
| 2 Litre   | 6-cyl radmotor ohv | 1991 cm³      | 75 hk  | 3 st SU förgasare   |